# Xerophaeus appendiculatus
Xerophaeus appendiculatus är en spindelart som beskrevs av William Frederick Purcell 1907. Xerophaeus appendiculatus ingår i släktet Xerophaeus och familjen plattbuksspindlar. Inga underarter finns listade i Catalogue of Life.